# Maison de Sabran
Pour les articles homonymes, voir Sabran.
 (octobre 2023).
Si vous disposez d'ouvrages ou d'articles de référence ou si vous connaissez des sites web de qualité traitant du thème abordé ici, merci de compléter l'article en donnant les références utiles à sa vérifiabilité et en les liant à la section « Notes et références ».
La maison de Sabran est une famille de Provence d'extraction chevaleresque éteinte en 1847 en la personne d'Elzéar-Louis de Sabran, lieutenant-général, pair de France héréditaire en 1815, duc-pair en 1825.
Sans enfant de Victorine-Antoinette de Pontevès, il institua comme héritiers deux cousins éloignés de sa femme, Marc-Édouard et Joseph-Léonide de Pontevès-Bargème, en faveur desquels une ordonnance royale de 1828 et des lettres patentes de 1829 autorisèrent la transmission du titre de duc de Sabran. Le nom de Sabran est depuis porté dans la famille de Pontevès par adoption en 1832.

## Origine
La famille de Sabran tire son nom de la baronnie de Sabran à proximité de Bagnols-sur-Cèze dans le nord du Gard et qui possédait aussi en Languedoc des biens importants à Beaucaire.
Elle hérite d'un tiers de la seigneurie d'Uzès, c'est-à-dire de la moitié du castrum, à la suite du mariage, vers 1145, de Rostaing [III] avec Roscie du Caylar, alias d'Uzès, petite-fille du seigneur Raymond Décan de Posquières (Décan Ier d'Uzès)
,. Les anciens seigneurs de Sabran se qualifiaient « par la grâce de Dieu, connétables des comtes de Toulouse ».
Elle s'enorgueillit de compter deux saints catholiques : Elzéar de Sabran canonisé en 1369, et sa femme Dauphine ou Delphine, proclamée bienheureuse, pour leur amour mystique et leur amour des humbles, qui font encore l'objet d'une procession chaque mois de septembre à Ansouis, dont le domaine seigneurial appartint à leur famille dès le Xe siècle, puis de 1836 à 2008.
Plusieurs de ses membres furent maréchaux du royaume de Naples ou officiers supérieurs dans la Marine royale.
Ils furent aussi comtes d'Ariano, comtes souverains de Forcalquier, comtes de Sabran, puis de Sabran-Pontevès, baron d’Ansouis, pairs de France et ducs. La famille fut reçue aux honneurs de la Cour.

## Histoire

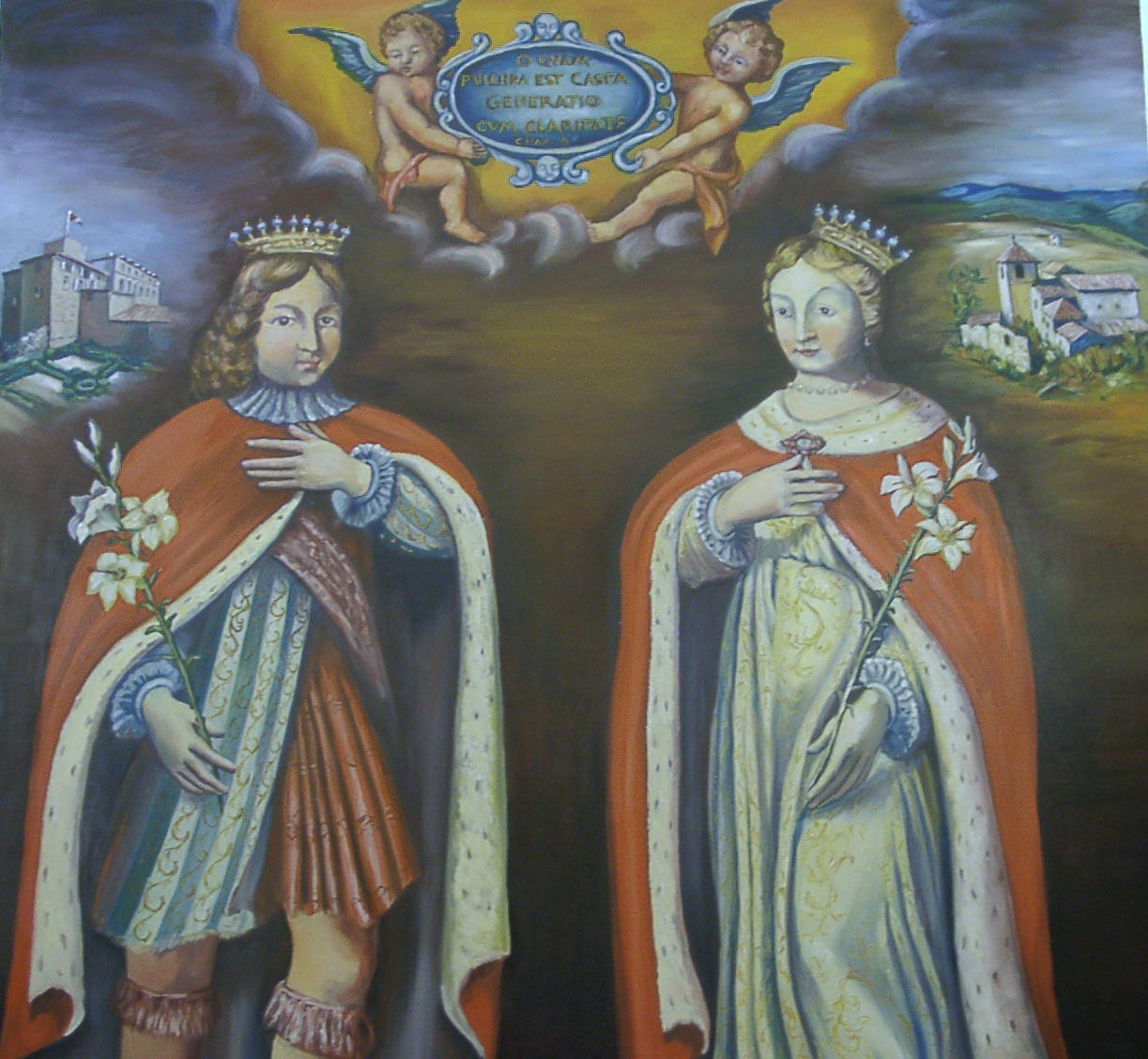
Tableau d'Elzéar (1285-1323) et Delphine (1283-1360) de Sabran dans le chœur de l'église de Puymichel.

Guillaume Ier de Sabran (entre 1055 et 1105) épousera sa cousine Adalasie Amic, fille de Pierre Amic et d'Agnès d'Avignon, (descendante de Louis Boson l'Aveugle roi de Provence), arrière-petite-fille de Louis l'Aveugle et d'Anne de Constantinople. Il est connu pour avoir fait construire la chartreuse de Valbonne aux toits bourguignons qui se trouve dans une forêt entre la Roque et Goudargues, où il possédait des biens. 
Le fils de Guillaume Ier, appelé Guillaume de Châteauneuf épousera Constance Amic, la petite fille de Pierre Amic et Agnès d'Avignon ; leur fils Rostaing III de Sabran épousera Roscie d'Uzès qui apportera une partie de cette ville en héritage aux Sabran, dont le fils Rainon II d'Uzès épousera Garsinde de Forcalquier et leur petit-fils Giraud II Amic de Sabran épousera Alix de Forcalquier. Leur fils Guillaume IV de Sabran, quant à lui, épousera Guillemette Amic fille de Guiraud Amic 1er seigneur de Châteauneuf, du Thor et Galburge du Caylar issu du second lit de Giraud de Sabran, sa postérité se subdivisa dans ses petits-enfants en deux branches. À Guillaume IV, issu du premier lit de Giraud de Sabran et Alix de Forcalquier, l'autre partie à Guillaume de Châteauneuf. Les deux branches : et celle des seigneurs de Châteauneuf et de Rochefort, et celle des seigneurs Robion et Chaumont, connue sous la dénomination de Sabran-Montdragon. La maison de Sabran est représentée que par la souche qu'avait formé Rostaing de Sabran premier du nom. Ce dernier eut pour petit-fils Ermengaud de Sabran, seigneurs en partie d'Uzès, baron d'Ansouis, compte d'Ariano et de Pozzuolo, grand justicier du royaume de Naples en 1283 et auteur des diverses branches. Ermengaud de Sabran avait épousé Alix de Baux naquit Guillaume de Châteauneuf Sabran, comte d'Ariano, d'Apici, baron d'Ansouis, dont sont sorties quatre branches :                                                                     
- Guillelmi Sabrano, sa descendance se liera aux Simiane, aux seigneurs des Baux, aux Castellane, aux baron d'Ansouis, aux d'Agoult, aux de Blacas et au marquis de Montcalm-Gozon, aux de Forbin, aux de Roquefeuil. Rostaing de Banne-Sabran, sa fille héritière Catherine de Banne, épousa, le 29 septembre 1479, Louis de Nicolaï, le 26 Avril 1488 laisse à Jacques de Nicolaï et ses descendants de porter le titre de Baron de Sabran jusqu'à la Révolution.
- Celle des barons de Beaudinar, Arlatan, de Gamaches, de Glandevès, de Grass, de Vintimille. Elzéar-Louis Zozime, compe de Sabran, lieutenant général, né le 3 janvier 1764, appelé à la prairie en 1815, mourut le 22 janvier 1847. Il avait été créé duc de Sabran le 30 mai 1825 et deux cousins éloignés de sa femme, Marc-Edouard et Joseph-Léonide de Pontevès, lui furent substitués dans son titre et sa prairie par ordonnance royale le 18 juillet 1828.
- Celle des seigneurs d'Aiguine et de Canjuers, alliée aux maisons d'Alberta, de Fabri, de Monyer, Pontevès, de la Tour et la dernière branche celle des seigneurs de Biosc, alliée aux Coëtlogon, aux Gafarel, aux Requiston.

Louis Hector Honoré Maxime de Sabran (1739-1811), dernier évêque de Laon, grand aumônier de la reine Marie-Antoinette, député du clergé aux États généraux de 1789, opposant à la constitution civile du clergé. Si le nom des Sabran reste attaché au domaine d'Ansouis dans le Luberon, il peut se targuer d'être lié aux grandes familles d'Europe. Philippine de Sabran sera l'aïeule des princes de Monaco et la reine d'Angleterre parlera des Sabran en les appelant ses cousins car Garsinde de Sabran, l'épouse d'Ildefonse de Provence, aura un fils du nom de Raymond Béranger dont l'épouse Béatrice de Savoie, qui donnera naissance à 4 filles mariées à des rois. Marguerite de Provence l'épouse de Louis IX roi de France, d'Éléonore de Provence l'épouse d'Henri III (roi d'Angleterre) avec Sancie de Provence l'épouse de Richard de Cornouailles de la maison Maison Plantagenêt roi des Romains et Béatrice de Provence l'épouse de Charles Ier d'Anjou roi de Sicile.
Un des descendants de Garsinde de Sabran sera le prince de Conti, procureur du Roi et baron de Bagnols, qui à ce titre prétendra au domaine de la Roque aux fils du capitaine Guillaume de La Gorce, dont l'épouse, Catherine Blisson, est une descendante de Rostaing II de Sabran par son fils Rostaing de Posquières.
La famille de Sabran verra son descendant Elzéar de Sabran canonisé par le pape Urbain V (Guillaume Grimoard).
Si au fil du temps, par voie de succession, le domaine de Sabran s'est trouvé divisé, il comprenait tout le nord-est du Gard depuis le Mas Sabin jusqu'au Sud de Meynargues, comprenant les villes connues de Pont-Saint-Esprit, Bagnols-sur-Cèze, Tavel connu pour ses vins, Lirac, Saint-Victor-la-Coste, Lussan, Vallérargues et toutes les parties des domaines apportés par leurs épouses comme Uzès, Posquières, le Caylar, les Baux, Forcalquier, etc. Le 29 octobre 2007, le domaine ancestral, propriété indivise depuis 1973, a quitté le patrimoine des Sabran-Pontevès par une vente judiciaire ordonnée par le tribunal de grande instance de Paris, à la requête de la seule cohéritière, la princesse Jacques d'Orléans, duchesse d'Orléans, née Gersende de Sabran-Pontevès, en litige avec ses trois frères et qui, souhaitant sortir de 25 ans d'indivision, a provoqué le partage et la vente des biens constituant le patrimoine familial.
À propos de cette vente, Elzéar de Sabran-Pontevès, fils de Géraud, maire de la commune, a dit : « Le propriétaire vient d'acheter une simple carcasse (sic), mais il n'aura jamais l'âme de notre famille. Le château s'est vendu hier à 4,7 millions d'euros, ce qui est le prix d'une propriété dans le Luberon. Judas n'aura pas l'argent escompté de cette vente ». Pierre Cardin ayant surenchéri, une seconde vente eut lieu le 17 janvier 2008 au profit de Gérard et Frédérique Rousset-Rouvière, qui l'acquirent "à la troisième bougie" pour 5,6 millions d'euros.

## Armes et devise

Les armes de Guillaume Ier de Sabran

- Armes : De gueules, au lion d'argent. 
  - Les armes de Guillaume Ier de Sabran, de gueules, au lion d'or, différentes de celles de ses descendants, figurent dans la salle des croisades du château de Versailles. Ce sont les mêmes que celles de la ville d'Ansouis.
- Devise : Noli irritare leonem ou Immobilis intermobilia nixus
- Sobriquet : Simplicité de Sabran.

## Personnalités

### Liste des ducs de Sabran
Famille de Sabran
- Elzéar Louis Zozime (1764-1847), 1er duc de Sabran en 1825. Il adopte les jumeaux Marc Édouard et Joseph Léonide de Pontevès, neveux de son épouse et leur transmet son nom.

Famille de Sabran-Pontevès
- Marc Édouard de Sabran-Pontevès (1811-1878), 2e duc de Sabran, neveu du précédent, duc de Sabran-Pontevès par lettres patentes du 18 juillet 1829, l'autorisant à relever le titre de son oncle.
- Elzéar Charles Antoine de Sabran-Pontevès (1840-1894), 3e duc de Sabran, fils du précédent
- Edmond Marie Zozime de Sabran-Pontevès (1841-1903), 4e duc de Sabran, frère du précédent, époux de Charlotte de La Tullaye, avec laquelle il hérite en 1883 du château de Magnanne à Ménil (Mayenne), village dont il sera maire de 1883 à 1896
- Hélion Louis Marie Élzéar de Sabran-Pontevès (1873-1920), 5e duc de Sabran, fils du précédent
- Amic René Louis Marie Élzéar de Sabran-Pontevès (1879-1963), 6e duc de Sabran, frère du précédent, maire de Ménil de 1908 à 1912
- Marie Joseph Elzéar Gustave Jean Foulques de Sabran-Pontevès (1908-1973), 7e duc de Sabran, cousin des précédents, descendant de Joseph Léonide de Pontevès.
- Charles Elzéar Marie Joseph Adrien de Sabran-Pontevès (1937-2024), 8e duc de Sabran, fils du précédent
- Géraud Marie de Sabran-Pontevès (1943-), 9e duc de Sabran, frère du précédent ; maire d'Ansouis, a eu quatre fils.

## Descendance
```
Rostaing de Sabran, seigneur de 
Tresques
 et de 
Lirac
, conseiller du comte de Toulouse
x Belletrude des Baux
│
└─> Emenon
    x Ermengarde de Béziers
    │
    └─> Rostaing
        ├─> Emenon
        │
        ├─> Guillaume
        │   │
        │   ├─> Pierre
        │   │
        │   ├─> Rostain(g) III, épouse en 
1
re
 noce : Constance Amic fille de Giraud Amic (1094 - 1102), c'est elle qui apporte Ansouis dans la famille de Sabran H 117 (AD 30)
```

```
        │   │   x en 
2
e
 
noce
 : Roscie du Caylar, alias d'Uzès, dame du 
Caylar

        │   │   │
        │   │   ├─> 
Rainon/Raynon/Rainier
 
I
/
III
 de Sabran
, seigneur du 
Caylar
 et d'
Ansouis
, 
co-seigneur d'Uzès

        │   │   │   x 1) 
Garsende
 (v. 1155 - ?), comtesse de Forcalquier
        │   │   │   │ │
        │   │   │   │ ├─> 
Garsende
 (1180-1242), comtesse de 
Forcalquier

        │   │   │   │ │   x 
Alphonse II
, comte de Provence
        │   │   │   │ │
        │   │   │   │ └─> 
Béatrix
 (1182-vers 1248), comtesse de Gap et d'Embrun, dame du 
Caylar

        │   │   │   │     x 
Guigues VI de Bourgogne
, 
dauphin du Viennois
, comte d'
Albon
, de 
Gap
 et d'
Embrun

        │   │   │   │
        │   │   │   x 2) Guillelma, dame de 
la Tour d'Aigues
 et d'
Ansouis

        │   │   │     │
        │   │   │     ├─> Guillaume de Maltortel, alias de Sabran, baron d'
Ansouis
, comte d'
Ariano
, 
co-seigneur d'Uzès
 
        │   │   │     │   │
        │   │   │     │   ├─> Elzéar de Sabran, seigneur d'
Ansouis
, de 
Cucuron
 et de 
Vaugines
, 
co-seigneur d'Uzès

        │   │   │     │   │   x Cécile d'Agoult
        │   │   │     │   │
        │   │   │     │   └─> Ermengol
        │   │   │     │
        │   │   │     └─> Raine, seigneur de 
la Tour d'Aigues

        │   │   │         x Philippine de Mamolène
        │   │   │         │
        │   │   │         ├─> Rostaing, seigneur de 
la Tour d'Aigues

        │   │   │         │
        │   │   │         └─> Garsende
        │   │   │             x Guillaume Adhémar de Monteil, seigneur de 
Grignan
 et de 
Peypin d'Aigues

        │   │   │ 
        │   │   └─> 
Elzéar du Caylar
, dit 
Elzéar II d'Uzès
, 
co-seigneur d'Uzès

        │   │       x Guillemette (
Guillelma
) [de Sabran]
        │   │ 
        │   ├─> Guillaume
        │   │   │
        │   │   ├─> Giraud
        │   │   │   x Galburge du Caylar
        │   │   │
        │   │   └─> Guillaume
        │   │
        │   └─> Emenon 
        │
        └─> 
Gibelin
 (-
1112
), 
archevêque d'Arles
 (
1108
-
1112
), 
légat
 du pape (
1107
-
1107
), 
patriarche de Jérusalem
 (
1108
-
1112
)
```

## Propriétés
- Ansouis (Château)
- Pontevès (Ruines du château)
- Bargème (Ruines du château)
- Baudinard-sur-Verdon (Ruines du château)
- Château de Saint-Germain-Langot